# Alisha Abdullah
Alisha Abdullah (Tamil அலிசா அப்துல்லா; * 24. Juli 1989 in Chennai im Bundesstaat Tamil Nadu) ist die erste indische Rennfahrerin.
Da ihr Vater Rennfahrer war, interessierte sich Alisha Abdullah schon als Mädchen für Rad- und Autorennen. Seit ihrem 9. Lebensjahr nahm sie an Indoor-Kartrennen teil, und im Alter von 11 Jahren errang sie ihren ersten Sieg. Mit 13 Jahren gewann sie die nationale Indoor-Kartmeisterschaft. 2004 wurde sie fünfte beim Autorennen JK Tyre National Racing Championship. Abdullah schloss ihr Studium der Soziologie am M.O.P. Vaishnav College for Women in Chennai ab. Zum 18. Geburtstag bekam sie ein Rennrad geschenkt, trainierte hart, stieg in den Profisport ein und gewann mehrere Radrennen und mehrere Pokale im Autorennen. Mit 22 Jahren wurde sie als erste Frau Meisterin beim MMSC Volkswagen Polo Championship Indien. Beim Toyota Vios Cup 2024 stand Abdullah als erste Inderin auf dem Podium.
2018 gratulierten ihr der indische Präsident Ram Nath Kovind und die Ministerin für Frauen- und Kinderentwicklung, Maneka Gandhi, dazu, als erste Frau Indiens (First Ladies Award) in den professionellen Motorsport eingestiegen zu sein.
Ihr Debüt als Schauspielerin gab sie 2014 als Bikerin in dem Atharva-Action-Film Irumbu Kuthirai/Iron Horse bei dem Yuvaraj Bose Regie führte. 2017 trat Abdullah der Partei Bharatiya Janata Party bei.